# Дијана Дамрау
Дијана Дамрау (Гинцбург, 31. мај 1971) је немачки колоратурни сопран. Њена специјалност су лирске улоге у италијанским, француским и немачким операма.
На оперској сцени појавила се 1995. у Вирцбургу улогом Барберине у опери Фигарова женидба. Касније је наступала у операма у: Франкфурту, Бечу, Миланској скали, Лондону и Њујорку.
Типичне улоге Дијане Дамрау су: Краљица ноћи (Чаробна фрула), Констанца (Отмица из сараја), Лучија (Лучија од Ламермура), Гилда (Риголето) и Зербинета (Аријадна на Наксосу). Поред опера, Дијана изводи и рецитале (Lied).